# Demultiplekser (digital elektronik)
Inden for den digitale elektronik og analog elektronik er en demultiplekser (til tider forkortet til demux) et elektronisk kredsløb som tager imod et digitalt signal gennem en fælles indgang, og sender det videre via én ud af et antal signalveje.
En demultiplexer har et antal nummererede udgange som signalet kan sendes videre ad, samt nogle såkaldte adresserings-indgange som afgør hvilken udgang signalet skal sendes til: Signalniveauerne her betragtes som et binært tal n, og signalet på indgangen sendes ud ad den udgang der har nr. n – de øvrige udgange indtager en konstant, passiv tilstand (0/"lav" eller 1/"høj") indtil de "vælges" igen.

Er der n adresseringsindgange, kan demultiplexeren højest have 2n udgange, nummereret fra 0 til 2n-1, som signalet kan sendes ud ad. I nogle tilfælde laves en demultiplexer så den ikke har dette størst mulige antal udgange. For eksempel 4 adresseringsindgange (som muliggør 16 signalkilder), men kun 10 udgange som signalet kan sendes til.
I praksis leveres multiplexere som integrerede kredsløb, og ud over adresseringsindgange og ind- og udgange for de signaler der skal formidles, har disse kredsløb gerne ekstra styreindgange der kan bruges til at aktivere og deaktivere multiplekseren; i den inaktive tilstand sendes ingen signaler videre – alle udgange holdes på et fast niveau, indtil demultiplexeren igen aktiveres.

Der findes også demultipleksere der ud over demultiplexer-funktionen også virker som en inverter, dvs. den valgte udgang er konsekvent det modsatte (0/"lav" i stedet for 1/"høj" og omvendt) af signalet fra den fælles indgang.